# Ksinomizithra Kritis
Ksinomizithra Kritis (grec: Ξυνομυζήθρα Κρήτης) és un formatge grec amb denominació d'origen protegida a europeu des de 1996. Es produeix a l'illa de Creta (prefectures de Khanià, Réthimno, Iràklio, i Lassithi).
El terme ksinomizithra (en grec: ξυνομυζήθρα) és genèric, i pot referir-se a formatges diferents del que té denominació d'origen: es refereix a un formatge tradicional de llet sense pasteuritzar, una variant agra del mizithra elaborat amb sèrum de llet d'ovella o de cabra amb l'afegit de llet. El formatge és suau, de color blanc pur, textura cremosa i granulada. Es fa en diverses mides i normalment té la forma d'un con truncat.
El ksinomizithra kritis en concret es produeix tradicionalment amb llet d'ovella o cabra o una barreja d'ambdues. Té un màxim de 55% d'humitat i un 45% mínim de matèria grassa. Es tracta d'un formatge de sèrum, suau però amb sabor marcat. La textura de la seva pasta és granulosa i cremosa. És un dels formatges cretencs més coneguts. És blanc, sense forma i sense talls o escorça externa.